# Der von Kürenberg

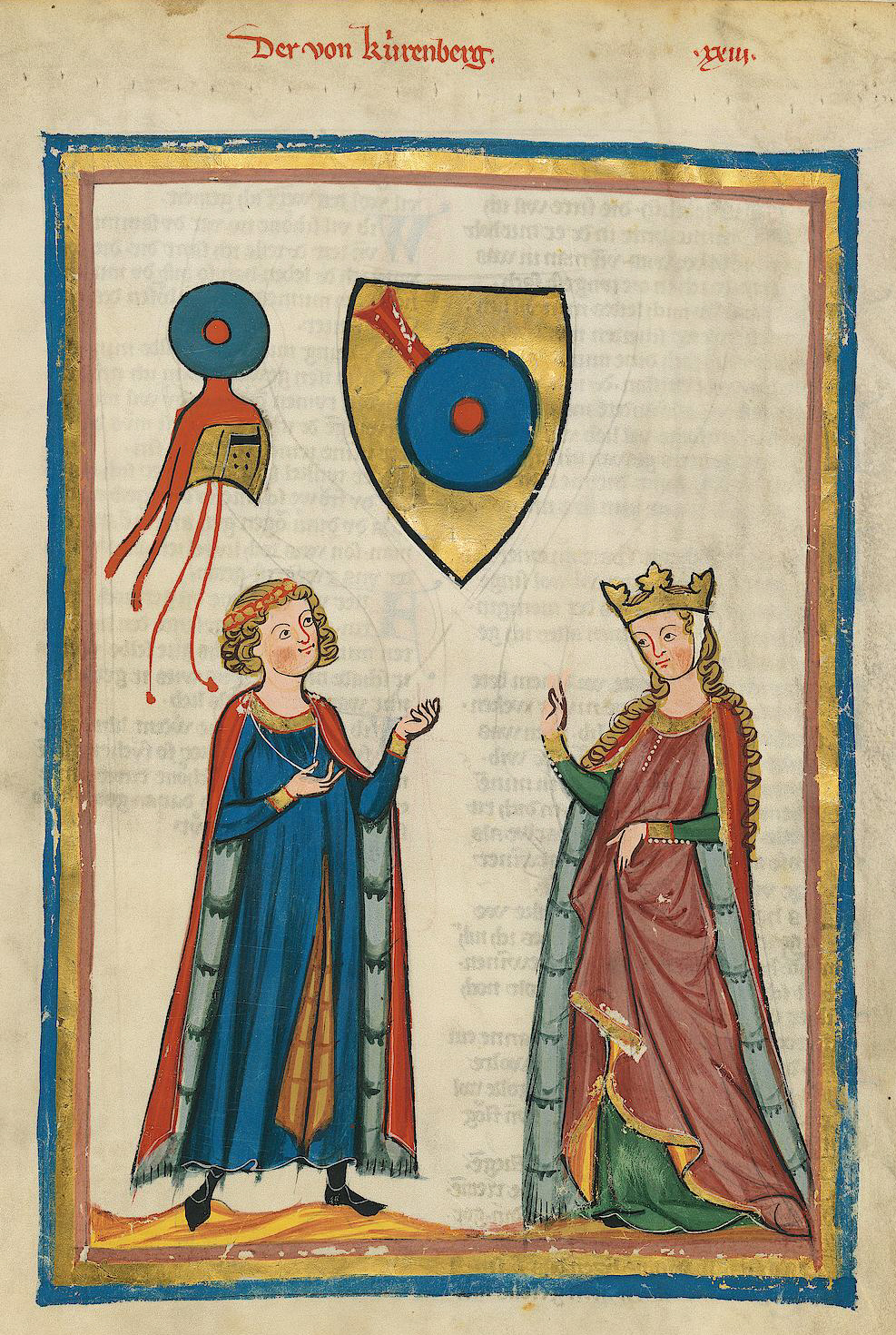
Der von Kürenberg (Große Heidelberger Liederhandschrift, Anfang 14. Jahrhundert). Das »redende« Wappen zeigt eine blaue Handmühle mit rotem Stiel

Der von Kürenberg war ein Dichter von mittelhochdeutschen Minneliedern im 12. Jahrhundert.

## Überlieferung und Autor

### Die Überlieferung
Unter dem Namen Der von Kürenberg sind in der Großen Heidelberger Liederhandschrift (Sigle: C; entstanden knapp nach 1300) 15 Strophen überliefert; von der etwas älteren ‚Budapester Liederhandschrift‘ (Sigle: Bu; Vizkelety stellte Gemeinsamkeiten im Lautstand mit in den beiden letzten Jahrzehnten des 13. Jahrhunderts entstandenen Handschriften fest) sind nur Fragmente, insgesamt drei Blätter, enthalten; darunter die Überschrift ‚Der Herr von Kürenberg‘ und die ersten 9 der ‚Kürenbergerstrophen‘. Dem sprachlichen Befund nach wurde Bu im bayrisch-österreichischen Dialekt im Donauraum zwischen Regensburg und Wien geschrieben.

### Der Autor
Ob dem Sammler ein Autorname vorlag oder er den Namen nur aus den Worten „in Kürenberges wîse“ im so genannten ‚Zinnenlied‘ erschloss, ist unbekannt. Die Formel wird auch als Familienname gedeutet, wobei Franz Josef Worstbrock darauf hingewiesen hat, dass allein in der Überlieferung von Bu eine bereits für das 12. Jahrhundert gebräuchliche Bildung vorliegt. Er übersetzt entsprechend: „in der Melodie der Kürenberger“. Orte namens ‚Kürnberg‘ (bzw. ähnlich) gibt es mehrere: sie sind zu kvern; kürn ‚Mühle‘ gebildet. Unter diesen „Mühlenbergen“ wurde des Öfteren der Kürnberger Wald westlich von Linz an der Donau als mögliche Heimat des Dichters genannt. Als Argument dafür wurde angeführt, dass die stilistisch und thematisch nächstverwandten Dichtungen die Lieder Dietmars von Aist sind; die Aist mündet bei Linz in die Donau. Als Kürnberg wird neben mehreren Siedlungen in Bayern auch eine ebenfalls in der Nähe der Aistmündung liegende Siedlung im heutigen St. Peter in der Au bezeichnet.
Ob der Dichter dem Ministerialengeschlecht der Kürenberger angehörte, das im 12. Jh. an verschiedenen Orten in Bayern und im heutigen Ober- und Niederösterreich fassbar ist, ist den Strophen naturgemäß nicht zu entnehmen, doch ist diese Annahme plausibel. Eindeutig und unumstritten ist nur, dass er der Gruppe des donauländischen Minnesangs angehört. Da die Handschrift Bu der Heimat des Dichters entstammt und die gleiche Reihenfolge der Strophen in C und Bu zeigt, dass beide Handschriften auf eine ältere Sammlung zurückgehen, ist es wahrscheinlich, dass die Autornennung keine Fiktion der Zeit um 1300 ist, sondern dass tatsächlich ein ‚Herr von Kürenberg‘ der Autor war. Zur Identifikation mit einer bestimmten Person verhilft das jedoch nicht. Identifikationsversuche gab es mehrere; in jüngster Zeit von Peter Volk.
Volk will den Minnesänger Kürenberger als Sigihard, Bruder des Grafen Heinrich von Schala (beide gestorben um 1191/1192) aus dem Stamm der Tengelinger identifizieren und den mit ‚Kürenberg‘ gemeinten Ort als Kirnberg an der Mank (südlich von Melk, Niederösterreich). Diese Identifizierung von ‚Kürenberg‘ mit Kirnberg an der Mank nannte schon 1857 Moriz Haupt in den Anmerkungen zu ‚Minnesangs Frühling‘ eine mögliche Alternative zum Kürnberger Wald bei Linz; auch die Nennung von Urkunden, in denen Herren von Kürenberg von der Mitte des 12. Jahrhunderts bis 1217 erwähnt werden, findet sich schon bei Lachmann – Haupt 1857. Große Wahrscheinlichkeit können die Zuweisungsversuche an bestimmte Personen allerdings nicht erlangen.

### Die Strophenform
Die überlieferten Strophen des Kürenbergers benutzen zwei verschiedene Strophenformen; die Mehrzahl die zweite, die im ‚Zinnenlied‘ mit „Kürenberges wîse“ angesprochen wird und daher als eigentliche ‚Kürenbergerstrophe‘ gilt. Sie wurde vom Nibelungenlied übernommen und ist daher die bekannteste mittelalterliche Strophenform. Sie besteht aus vier Langzeilen, von denen jede durch eine Zäsur in zwei Halbzeilen getrennt ist. Die Anverse (erste Halbzeilen) sind vierhebig (= haben vier betonte Silben); die Abverse der ersten drei Verse sind dreihebig, der vierte ist vierhebig. Durch die längere Schlusszeile wird die Abgeschlossenheit der Strophe betont. Eine Melodie, auf die diese Strophen gesungen werden könnten, ist nicht überliefert.

### Datierung und Bezug zum Nibelungenlied
Die Datierung der Kürenberger-Strophen ist sehr unsicher; sie erwecken einen ziemlich altertümlichen Eindruck, Langzeilenstrophen sind in der Lyrik nach 1200 kaum mehr zu erwarten. Ausgenommen einige anonyme Strophen (oder in den Sammelhandschriften, offensichtlich falsch, unter den Namen von Vortragenden des späteren 13. Jahrhunderts überlieferte, tatsächlich aber anonyme Strophen), machen keine Lieder des deutschen Minnesangs einen altertümlicheren Eindruck als die des Kürenbergers, weil man rhythmische Unregelmäßigkeit für ein Kennzeichen der ältesten Lieder hält. Er wird daher als ältester namentlich bekannter Dichter von Liebeslyrik in deutscher Sprache bezeichnet. Diese relative Datierung zu den anderen Minnesängern bietet aber wenig Hilfe zur absoluten Datierung in Jahreszahlen. Walther von der Vogelweide dichtete noch 1227 die (zu Unrecht) so genannte 'Elegie', in der er auf seine Jugend (wohl um 1170/1180) Bezug nimmt, in rhythmisch unregelmäßigen Langzeilen. Die absolute Datierung des Kürenbergers spielt auch eine Rolle in der Diskussion, wie eng die Verbindung der Kürenberger-Strophen zum ‚Nibelungenlied‘ zu sehen ist.
Die sehr frühe Datierung (vor 1160), die meistens, auch im ‚Verfasserlexikon‘-Artikel von Günther Schweikle, angegeben wird, erfolgt auf Grund nur eines Argumentes: Ein Heinrich nennt in seiner Dichtung ‚Von des todes gehugede‘ seinen Abt Erkenfried. Erkenfried von Melk starb 1163; es gab nur wenige Orte, an denen es einen Abt mit diesem seltenen Namen gab; die Identifikation ist also sehr wahrscheinlich, und die Bezeichnung dieses Autors als Heinrich von Melk und die Datierung besteht zu Recht. In dieser vom Rittertum Askese statt Lebensgenuss fordernden Dichtung erwähnt er das troutliet singen (‚Liebeslieder singen‘) des Ritters, das zur Hölle führe. Man meint, dass das schon die Existenz des höfischen Minnesangs bezeuge, als dessen frühester Vertreter der Kürenberger anzusehen ist. Der Kürenberger wäre demnach spätestens um 1160 anzusetzen. Dieses Argument ist unglaubwürdig: Heinrich von Melk meint mit den troutliet wohl unproblematische Liebesliedchen nach Art der anonymen Liedchen, wie sie für die frühere Zeit anzusetzen sind. Der Kürenberger zeugt von einem reflektierten Umgang mit der Problematik, die den naiven Liedchen, wie sie Heinrich von Melk den Rittern vorwirft, noch fremd ist. Der Kürenberger reflektiert bereits die höfische Minnekultur. Auch die Beliebtheit der Beizjagd und ihre Verfügbarkeit als literarisches Symbol sollte man nicht zu früh ansetzen. Es wird daher auch eine spätere Datierung, etwa um 1180, erwogen.

## Der literarische Umkreis

### Das ‚Falkenlied‘ des Kürenbergers und ‚Kriemhilds Falkentraum‘
Außer der thematischen Verwandtschaft mit Liedern Dietmars von Aist ist der Bezug augenfällig, den das Nibelungenlied zum Kürenberger stiftet: es verwendet seine Strophenform, und es lässt den Handlungsfaden mit einem Traum Kriemhilds von einem Falken beginnen, was das ‚Falkenlied‘ des Kürenbergers herbeizitiert. Die Beziehung der Texte ist folgendermaßen: Das ‚Falkenlied‘ des Kürenbergers (Minnesangs Frühling 8,33; Wortlaut nach C) lautet:
| ‚Ich zôch mir einen valken mêre danne ein jâr. Dô ich in gezamete, als ich in wolte hân, und ich im sîn gevidere mit golde wol bewant, er huop sich ûf vil hôhe und vlouc in anderiu lant. | Ich zog mir einen Falken, länger als ein Jahr lang. Als ich ihn gezähmt hatte, wie ich ihn haben wollte, und ich sein Gefieder mit Goldfäden schön umwunden hatte, hob er sich in die Höhe und flog in fremde Reviere. |

danne ‚als‘ beim Komparativ. – gezamen ‚zahm machen; zähmen‘. – bewinden ‚umwinden‘.
| Sît sach ich den valken schône vliegen: er vuorte an sînem vuoze sîdîne riemen, und was im sîn gevidere alrôt guldîn. Got sende si zesamene, die geliep wellen gerne sîn.‘ | Seither sah ich den Falken schön dahinfliegen: er führte an seinem Griff (‚Fuß‘) seidene Riemen, und sein Gefieder war ganz rotgolden. Gott sende sie zusammen, die einander gerne lieb sein wollen. |

im ‚ihm‘. – al-rôt ‚ganz rot‘. – ge-liep einander lieb. – wellen Konjunktiv (Indikativ wäre wel-lent).
Die letzte Zeile beweist, dass der Falke Symbol für einen Menschen ist und nicht etwa ein entflogener Jagdfalke gemeint ist. Peter Wapnewski fand heraus, dass in der Falknersprache ‚anderiu lant‘ „fremde Reviere“ bedeutet. Das ‚Ich‘ des Liedes ist wahrscheinlich als eine Frau zu denken, die den Geliebten an sich zu fesseln versuchte; er riss sich los und ‚flog in fremde Reviere‘. Die Spuren der alten Bindung trägt er aber noch an sich (einen Falken, der den Schmuck eines fremden Besitzers trägt, könnte ein Falkner nicht wiedererkennen, auch wenn er hin und wieder über dem alten Revier kreist), und daraus schöpft das weibliche ‚Ich‘ die Hoffnung, er könne zurückkehren. Das Publikum wird diese Haltung als unrealistisch ansehen. Auch wird kaum jemand der Frau die Einsicht zutrauen, dass ihr Versuch, den Mann an sich zu fesseln, seinem Freiheitsdrang entgegensteht. „Die einander gerne lieben wollen“ ist nicht die Realität und wird nicht durch die Herrinnen der „anderen Länder“ (offensichtlich andere Frauen, für die er sich interessiert, aber ohne sich von ihnen gleicherweise binden zu lassen) verhindert, sondern es ist ein einseitiges Hoffen der Frau ohne Aussicht auf Erfüllung.
Der Interpretation Wapnewskis wurde mehrfach widersprochen, doch übersehen alle Alternativversuche wichtige Details; entweder, dass die letzte Zeile den Symbolcharakter des Falken klarmacht, oder dass das Wiedererkennen nur des eigenen, nicht des fremden Schmuckes möglich ist, und dass  die Lieder des frühen Minnesangs allgemein den Widerspruch des männlichen Freiheitsdranges gegen die Bindungssehnsucht der Frau thematisieren. Das Originalpublikum konnte in dem ‚Ich‘ nichts anderes als eine Frau sehen, die über den Verlust des Geliebten spricht.
Die Strophenform „Kürenbergerstrophe“ wurde vom Nibelungenlied übernommen, das ihr nicht nur formal entspricht, sondern auch in Kriemhilds Falkentraum nach allgemeiner Meinung das ‚Falkenlied‘ des Kürenbergers herbeizitiert; ältere Fassungen des Nibelungenlieds enthalten noch genauere Details als die Hauptfassung ‚B‘ des Nibelungenlieds, und zwar sowohl die Fassung ‚A‘ als auch der Reflex in altnordischer Sprache in der deutsche Nibelungen-Dichtungen ins Altnordische übertragenden Völsunga saga (13. Jh.). Die Texte lauten:
Nibelungenlied Fassung ‚B‘, Strophe 11:
| In disen hôhen êren troumte Kriemhilde, wie si zuge einen valken, starc, schœn und wilde, den ir zwêne aren erkrummen, daz si daz muoste sehen, ir enkunde in dirre werlde leider nimmêr geschehen. |

Nibelungenlied Hs. A hat stattdessen in den beiden ersten Zeilen:
| Es troumte Kriemhilde in tugenden, der si pflac, wie si einen valken wilden zuge manigen tac. |

Die Worte „manigen tac“ finden sich nicht im Nibelungenlied ‚B‘. 

Die Völsunga saga, Kap. 25, lässt Gudrun/Kriemhild vor der Ermordung Sigurd/Siegfrieds ihrer Vertrauten einen Angsttraum erzählen, der so beginnt: 
Þat dreymdi mik, at ek sá einn fagran hauk mér á hendi. Fjaðrar hans váru með gulligum lit.

Das träumte mir, dass ich einen schönen Falken mir auf der Hand sah. Sein Gefieder war mit Gold gefärbt.
Dieses Motiv des Kürenberger-Falkenliedes findet sich in keiner deutschen Fassung des Nibelungenlieds.
Diese Beobachtungen rücken die Tradition, in der das Nibelungenlied steht, noch näher an die des Kürenbergers heran. Spekulationen, ob der Autor beider dieselbe Person gewesen sein könnte, sind jedoch müßig.
Das Nibelungenlied ist räumlich und zeitlich insofern fassbar, als es zwar anonym überliefert ist, aber Hinweise auf seine Entstehung enthält: Während an den Hauptschauplätzen der Erzählung keine räumlichen Details erzählt werden (ein Großteil  der Handlung spielt in Worms, aber wir erfahren keine Details über diese Stadt), wird sowohl der Zug Kriemhilds von Worms zu ihrer zweiten Heirat mit dem Hunnenkönig Etzel, dessen Reich in Ungarn gedacht wird, als auch der Zug ihrer Brüder, der Burgundenkönige, die ihrer verräterischen Einladung folgend in den Untergang ziehen, von Worms an den hunnisch-ungarischen Königshof, auf der Teilstrecke zwischen Passau und Hainburg (damals: Grenze zu Ungarn; heute: Grenze zwischen Österreich und der Slowakei) unter Nennung zahlreicher Ortsnamen genau beschrieben. Dabei kommen sowohl Kriemhild als auch dann ihre Brüder durch die Stadt Passau, wo sie vom Bischof beherbergt werden, der ihr Onkel ist. Zu Passau wird bei dieser Gelegenheit nicht nur der Name des Bischofs genannt (Pilgrim; ein historischer Bischof des späten 10. Jahrhunderts, der bei der Missionierung Ungarns aktiv war), sondern auch ein Kloster und die Kaufleute der Stadt, und es wird erwähnt, dass der Inn ‚mit fluzze‘ („mit starker Strömung“) in die Donau mündet (Nibelungenlied Fassung B Str. 1292). Die Hochzeit Kriemhilds mit dem Hunnenkönig Etzel findet dann in Wien statt. Aus diesen Stellen des Nibelungenliedes können wir nicht die Person des Autors erschließen, aber die Nennung von Orten, die für die Sage belanglos sind, und die Verlegung von Ereignissen der Sage an diese Orte können nur die Funktion haben, die Heimat des Publikums bzw. die Herrschaftssitze der Mäzene in die Dichtung einzubeziehen. Man kommt damit auf die Diözese Passau, zu der Wien und Österreich bis an die ungarische Grenze gehörten, und in dieser insbesondere auf den Bischofshof in Passau und den Herzogshof in Wien; als literarischer Mäzen ist von den Passauer Bischöfen dieser Zeit nur Wolfger von Erla (Bischof von Passau 1191–1204) belegt. Interessensgemeinschaft Wolfgers mit dem österreichischen Herzog  bestand vor allem unter der Regierung Leopolds VI. (ab 1198). Solche Indizien ermöglichen es, die Entstehungszeit des Nibelungenliedes zwar nicht zu beweisen, aber durch Vermutungen auf die Jahre knapp vor 1204 festzulegen. Durch die Nennung eines Klosters und der Kaufleute in Passau im Nibelungenlied kommt man auf weitere persönliche Bezüge des Autors zu zahlungskräftigem Publikum in Passau selbst. In diesem Raum, wenn auch nicht am Passauer Bischofshof, sondern auf einem der Adelssitze an einem ‚Mühlenberg‘ dieses Raumes oder am Sitz einer nach einem solchen benannten Familie, ist anscheinend die Dichtung des Kürenbergers entstanden.

## Interpretation weiterer bekannter Strophen des Kürenbergers
Neben dem so genannten ‚Falkenlied‘, das sowohl um seiner selbst willen berühmt ist als auch wegen der Frage der Beziehung zum Nibelungenlied in der Autorfrage zitiert wird, ist das so genannte ‚Zinnenlied‘ ebenfalls sowohl um seiner selbst willen interpretationswürdig und viel interpretiert als auch wegen der Nennung von „Kürenberges wîse“ in Arbeiten über die Autorfrage. Hier sollen eine alte Interpretation des „Zinnenliedes“ und neuere Versuche, alternative Deutungen zu finden, vorgestellt werden.

### Das ‚Zinnenlied‘
In beiden Handschriften, C und Bu, finden sich die beiden folgenden Strophen hintereinander (Minnesangs Frühling 8,1):
| ‚Ich stuont mir nehtint spâte an einer zinne, dô hôrte ich einen rîter vil wol singen in Kürenberges wîse al ûz der menigîn. Er muoz mir diu lant rûmen, alder ich geniete mich sîn.‘ | Ich stand spät nachts an einer Zinne. Da hörte ich einen Ritter aus der Menge heraus in der Kürenberger-Melodie schön singen. Er muss mir die Lande räumen, wenn ich mich nicht an ihm erfreuen kann. |

stuont mir ‚stand mir‘ = ‚stand‘. – alder ‚oder‘. – genieten ‚sich erfreuen an‘. – sîn Genitiv.
(Minnesangs Frühling 8,9):
| Jô stuont ich nehtint spâte vor dînem bette, dô getorste ich dich, vrouwe, niwet wecken. ‚Des gehazze got den dînen lîp! Jô enwas ich niht ein eber wilde!‘, sô sprach daz wîp. | Spät nachts stand ich vor deinem Bett, da wagte ich nicht, dich, Herrin, zu wecken. Dafür soll Gott dich hassen! Ich war ja kein wilder Eber!‘, sprach die Frau. |

turren ‚wagen‘. – dînen lîp ‚dich‘ (wörtlich: 'deinen Leib').
Einige Strophen später, erst nach dem Abbruch von Bu, daher nur in C überliefert, findet sich folgende Strophe (MF 9,29):
| Nû brinc mir her vil balde mîn ros, mîn îsengewant, wan ich muoz einer vrouwen rûmen diu lant, diu wil mich des betwingen, daz ich ir holt sî. Si muoz der mîner minne iemer darbende sîn. | Nun bring mir sofort mein Ross und meine Rüstung, denn ich muss einer Dame die Lande räumen; die will mich dazu zwingen, dass ich sie liebe. Sie muss meine Liebe auf immer entbehren. |

vil balde ‚sehr bald‘ = ‚sofort‘. – îsengewant ‚Rüstung‘ (‚Eisengewand‘). – wan ‚denn; weil‘. – holt sîn ‚hold sein‘ (jemandem) = ‚lieben‘ (jemanden). – der hier Genitiv fem. (Artikel zu minne). – darben (mit Genitiv der Sache) ‚entbehren‘.
Die Strophe Minnesangs Frühling 8,9 ist nach Meinung vieler Interpreten eine Parodie auf den Ritter des ‚Zinnenliedes‘, aber nicht, wie er in Strophe 8,1 erscheint, sondern wie er sich in Str. 9,29 gibt. Das wäre ein Zeichen dafür, die Strophen 8,1 und 9,29 als ein Liedchen zu verstehen, das vom Sammler der Vorlage von Bu und C in zwei Teile gerissen wurde, weil er 8,9 für die zweite Strophe des Liedes hielt. In der Deutung, die Carl von Kraus gab, ist 9,29 die Reaktion des Ritters auf das Ansinnen der Herrin, ihn zur Liebe zu zwingen. Die erhöhte Position der Dame – sie steht oben auf der Zinne; der Ritter unten in der Menge – symbolisiert den Standesunterschied: Sie erscheint als Landesherrin; der Sänger muss sich ihrem Gebot fügen. Das lässt sein Stolz nicht zu. Er zieht das Exil der erzwungenen Liebe vor. Str. 8,9, ein ‚Wechsel‘ (das heißt, Ritter und Dame sprechen abwechselnd), entlarvt den Freiheitsdrang und Stolz des Ritters als Ausflucht des Mannes, der Angst vor der Frau hat, und, um dies nicht zugeben zu müssen, männlichen Freiheitsdrang und Stolz vorschützt. Wenn man Str. 8,9 als Parodie versteht, ist eine andere Anordnung, als 9,29 mit 8,1 zusammenzustellen, und 8,9 auf 9,29 zu beziehen, schwer möglich. Doch kann man diese Strophen auch für sich verstehen; einen Versuch dazu machte Blank.